# Max García
Max García (Norcross, Georgia, 9 de noviembre de 1991) es un jugador profesional estadounidense de fútbol americano que se desempeña en la posición de lineman en New Orleans Saints, equipo de la National Football League (NFL).

## Carrera
Fue seleccionado en la cuarta ronda en la Reunión Anual de Selección de Jugadores de la NFL de 2015. Hizo su debut profesional con el equipo Denver Broncos, en el cual jugó cuatro temporadas (2015-2019), después pasó a Arizona Cardinals (2019-2022), posteriormente a New York Giants (2022-2023), luego a New Orleans Saints, donde lleva jugando una temporada.